# 2003~2004 팀리그 결승전
2003-2004 팀리그 결승전은 2003년과 2004년에 치러진 LG IBM MBC게임 팀리그와 현대자동차 투싼배 MBC게임 팀리그에서 치러진 결승전이다. 2004년에 장충체육관에서 결승전을 2번을 치렀다. 관련리그는 MSL로 2번 치러서 총 4번을 치렀다.

## LG IBM MBC게임 팀리그 (제1차 챔피언스데이)
| 2004년 2월 28일 |       |    |                 |
| KTF 매직엔스    | 2 - 4 | 4U | 서울 장충체육관 |

| 순 | 선수      | 맵                 | 선수      |
| -- | --------- | ------------------ | --------- |
| 1  | 변길섭 패 | Detonation         | 승 최연성 |
| 2  | 박정석 패 | Enter the Dragon   | 승 최연성 |
| 3  | 조용호 패 | Parallellines      | 승 최연성 |
| 4  | 김정민 승 | JRs Memory (J) 1.5 | 패 최연성 |
| 5  | 김정민 승 | Detonation         | 패 박용욱 |
| 6  | 김정민 패 | Enter the Dragon   | 승 김성제 |

그 당시에 최종결승전에 진출한 팀에게는 선봉 지명권을 부여하였는데, KTF 매직엔스가 최종결승전에 진출하여, 4U는 승자결승전에서 KTF 매직엔스에게 패하며 패자결승전에서 슈마 GO를 4:0으로 꺾고 최종결승전에 하였다. 이 때, KTF 매직엔스는 패자결승전에서 올킬한 4U의 최연성 지목했다. KTF 매직엔스는 선봉을 변길섭으로 내세웠으나, 최연성이 막강한 플레이로 변길섭, 박정석, 조용호를 제압하여 최연성이 3킬을 기록하였고, KTF 매직엔스는 4세트에 김정민을 대장으로 출격시켜 최연성이 패하며 올킬에는 실패하였으나, 김정민이 5세트에 4U는 박용욱을 내세웠으나, 김정민이 이기며 역올킬까지 노릴듯 했으나, 6세트에 김성제에 패하며 4U가 우승을 차지하였다.
- 1Set : 변길섭 (T, 7시) vs 최연성 (T, 1시) - Detonation

최연성은 앞마당 지역에 2팩토리를 건설하는 플레이를 선택했다. 중앙으로 가는 진출로가 미네랄 멀티로 막혀있는 데토네이션에서는 앞마당에 가스가 없기 때문에 벌쳐 싸움이 자주 펼쳐졌던 전장이다. 때문에 변길섭 역시 본진에 2팩토리를 건설해 벌쳐를 집중적으로 생산하는 모습이었다. 알고 있었지만 막기가 너무 힘들었다. 골리앗 생산을 준비하던 변길섭은 3팩토리를 건설한 최연성의 벌쳐 압박에 밀리고 중앙을 내주고 말았다. 또한 최연성은 벌쳐를 난입시켜 변길섭 본진의 SCV를 다수 잡아내며 크게 앞서 나갔다. 이후 중앙을 장악한 최연성은 앞마당에 이어 중앙 쪽의 가스 멀티를 가져간 뒤 변길섭의 드롭십 견제를 잘 막아냈고 추가 멀티를 허용하지 않으며 승리를 거뒀다.
- 2Set : 박정석 (P, 11시) vs 최연성 (T, 5시) - Enter the Dragon

박정석은 매우 전략적인 초반 필살기로 경기를 끝내고자 했다. 어떻게든 최연성의 질주를 막고 승부를 원점으로 돌리기 위한 선택이었다. 엔터더드래곤에서 전진 2게이트웨이 전략을 구사한 박정석은 프로브의 방해로 최연성이 입구를 완벽하게 막지 못하도록 파일런까지 소환하며 기분 좋은 출발에 성공했다. 질럿들은 매우 빠르게 테란의 본진을 급습한 상황이었다. 그러나 최연성은 무시무시한 수비력으로 박정석의 필살기를 막아냈다. 마린을 꾸준히 생산한 최연성은 SCV로 질럿의 접근을 저지시키는 완벽한 컨트롤로 피해를 최소화했다. 이에 박정석은 포지를 건설하고 포톤 캐논러시까지 감행하지만 최연성은 2팩토리에서 모은 벌쳐와 마린으로 이 공격을 막아냈다. 이후 박정석은 다크템플러 드롭으로 시간을 끌며 피해를 입히려고 했지만 최연성은 탄탄한 방어로 앞마당 멀티를 확보한 뒤 날카로운 타이밍 러시로 승리를 따냈다.
- 3Set : 조용호 (Z, 10시) vs 최연성 (T, 11시) - Parallellines

레이스와 발키리를 주력으로 사용한 최연성은 조용호의 오버로드를 사냥하며 드롭 공격을 저지했다. 조용호는 다수의 멀티를 확보한 뒤 뮤탈리스크, 러커, 히드라리스크 등 다양한 유닛을 활용했지만 최연성은 대규모 골리앗, 시즈탱크 드롭으로 조용호의 본진을 초토화시키며 승기를 잡았다. 조용호는 5시 지역에서 부활을 노렸지만 최연성은 이를 허락하지 않고 3승째를 기록하게 된다.
- 4Set : 김정민 (T, 10시) vs 최연성 (T, 6시) - JRs Memory (J) 1.5

최연성과 김정민은 다수의 벌쳐를 생산했다. 이 맵 역시 앞마당에 가스가 없었기 때문에 2팩토리로 출발한 뒤 다수의 벌쳐를 생산하는 것이 정석적인 플레이였다. 최연성은 가스마저 채취하지 않고 벌쳐에 집중했고 김정민은 SCV 1기로만 가스를 채취했다. 때문에 최연성은 벌쳐 교전에서 앞서며 김정민을 본진에 고립시키기에 이른다. 하지만 김정민은 꾸준히 모은 벌쳐로 최연성의 벌쳐 조이기 라인을 돌파하고 곧바로 역공격을 성공시키며 경기를 끝내는데 성공했다. 최연성은 유리한 상황에서 2스타포트 레이스로 체제를 변환하고자 했지만 김정민의 날카로운 역공에 허를 찔리며 무너지고 말았다.
- 5Set : 김정민 (T, 1시) vs 박용욱 (P, 7시) - Detonation

전진 2게이트웨이에 이은 질럿 공격 필살기를 감행했다. 하지만 김정민은 SCV 다수를 동원하며 박용욱의 질럿-포톤 캐논 러시를 막아냈다. 이후, 김정민은 앞마당을 확보한 뒤 시즈탱크를 조합했고 자신의 주특기인 삼만년 조이기를 시도한다. 이에 박용욱은 질럿, 드라군의 물량으로 중앙 지역을 빼앗기지 않았고 김정민의 앞마당을 공격했다. 이때까지만 해도 김정민에게 승산은 없어 보였다. 그러나 1패만 더하면 팀의 우승이 날아가는 상황에서 김정민은 SCV까지 동원한 필사의 방어로 위기를 넘긴 뒤 다시 삼만년 조이기 플레이를 시도한 끝에 중앙을 완벽하게 장악하며 승리를 따냈다.
- 6Set : 김정민 (T, 5시) vs 김성제 (P, 11시) - Enter the Dragon

2팩토리로 출발한 김정민은 상대 진영 쪽의 언덕을 장악하며 앞마당 넥서스를 파괴하며 승기를 잡는 듯 했지만 김성제의 몰래 캐리어 전략을 알지 못하여 김정민이 조금씩 밀리며 결국, 패하면서 김성제가 승리하였다.

## 현대자동차 투싼 MBC게임 팀리그 (제2차 챔피언스데이)
| 2004년 8월 27일 |       |             |                 |
| GO              | 3 - 4 | SK텔레콤 T1 | 서울 장충체육관 |

| 순 | 선수      | 맵                | 선수      |
| -- | --------- | ----------------- | --------- |
| 1  | 전상욱 승 | Into the Darkness | 패 최연성 |
| 2  | 전상욱 패 | Tucson            | 승 김성제 |
| 3  | 박태민 승 | Luna_MBCgame      | 패 김성제 |
| 4  | 박태민 패 | DetonationF       | 승 임요환 |
| 5  | 서지훈 승 | Into the Darkness | 패 임요환 |
| 6  | 서지훈 패 | Tucson            | 승 박용욱 |
| 7  | 이재훈 패 | Luna_MBCgame      | 승 박용욱 |

최종결승전에서 진출한 슈마 GO는 승자결승전에서 SK텔레콤 T1을 꺾고, 최종결승전에 진출하였다. 패자결승전으로 직행한 SK텔레콤 T1은 KTF 매직엔스를 4:1로 꺾고 최종결승전에 2연속 진출하였다. 슈마 GO는 가장 강력한 카드 선봉을 최연성을 지목하였다. 지난 시즌 패자결승전에서 피올킬을 최연성에게 당하던 슈마 GO는 전상욱을 선봉으로 내세웠다. 예상외로 전상욱이 1Set를 승리하여, 모두를 깜짝 놀라게 했다. 그러나, 3:3 팽팽하던 상황에서 7세트에서 SK텔레콤 T1의 박용욱이 슈마 GO의 이재훈을 꺾으며 SK텔레콤 T1이 우승을 차지하였다. 이래서 슈마 GO와 같이 2회 우승 및 2연패를 차지하였다. 이 경기가 팀리그 결승전 중에 가장 치열했던 경기로 꼽히며, '시소싸움'으로도 불리고 있다. 멋진 승부를 펼쳤지만 올킬만이 묘미는 아니다라는 것을 보여주는 것이다.
- 1Set : 전상욱 (T, 7시) vs 최연성 (T, 1시) - Into the Darkness

전상욱은 빠르게 앞마당을 가져간 뒤 시즈탱크와 벙커로 방어 라인을 갖춰, 자원적인 우위를 점할 수 있었다. 2팩토리 벌처로 아무런 피해를 주지 못한 최연성은 앞마당을 따라간 뒤 2스타포트 레이스로 전상욱의 본진을 기습했다. 하지만 자원에서 앞서 있었던 전상욱은 3스타포트에서 레이스를 생산하며 본진을 지켜내고 맵의 중요 길목과 중앙 지역을 장악하며 승리를 따내는데 성공했다.
- 2Set : 전상욱 (T, 5시) vs 김성제 (P, 1시) - Tucson

투싼에서 펼친 전상욱과의 승부는 지금까지도 인구에 회자되는 환상적인 셔틀-리버 플레이가 연출되었다. 김성제는 리버와 셔틀만으로 아군의 최강 에이스였던 최연성을 꺾은 전상욱을 잠재우고 경기의 양상을 재편하는데 성공했다. 김성제는 자신의 본진이 아닌 상대의 본진 옆, 6시 멀티 지역에 몰래 로보틱스 퍼실리티를 건설했다. 미사일터렛-시즈탱크를 이용한 전상욱의 방어는 일품이었다. 그러나 김성제는 프로브를 내려 놓고, 정면 드라군 압박으로 상대를 흔들며 없는 틈을 억지로 만드는 컨트롤은 더 일품이었다. MBC게임 A매치 기준으로 프로토스전 9연승을 달리던 전상욱은 김성제의 집요한 리버 견제에 무릎을 꿇고 말았다. 김성제는 단 1기의 리버로만 무려 30킬 이상을 해내는 괴력을 발휘하여 승리하였다.
- 3Set : 박태민 (Z, 5시) vs 김성제 (P, 7시) - Luna_MBCgame

김성제의 2게이트웨이 질럿 압박에 전혀 시달리지 않은 박태민은 앞마당을 활성화시키며 뮤탈리스크를 생산했다. 김성제는 하이템플러와 포톤캐논으로 본진을 방어하면서 힘을 모았지만 박태민은 온리 뮤탈리스크 플레이로 압도적인 승리를 거뒀다.
- 4Set : 박태민 (Z, 7시) vs 임요환 (T, 1시) - DetonationF

2배럭을 건설하기는 했지만 임요환은 2팩토리를 건설해 벌처를 모았다. 박태민은 저글링, 러커 체제로 출발했지만 벌처의 견제에 드론을 잃고, 추가 멀티 타이밍도 놓쳤다. 또한 스파이더 마인 때문에 제대로 된 공격도 해보지 못했다. 이에 박태민은 히드라리스크, 러커 드롭으로 임요환의 앞마당과 본진을 공격하면서 주도권을 장악했다. 하지만 임요환은 2팩토리에서 생산된 시즈탱크로 방어를 하면서 꾸준히 힘을 모았고, 강력한 한방 러시로 대규모 교전에서 엄청난 승리를 거두며 4경기를 잡아내는데 성공했다.
- 5Set : 서지훈 (T, 1시) vs 임요환 (T, 7시) - Into the Darkness

앞마당을 늦추며 빠르게 2팩토리를 건설한 서지훈은 시즈탱크를 먼저 생산해 임요환의 앞마당을 압박하기 시작했다. 자원적으로는 열세에 놓였지만 상대의 진출로를 장악한 서지훈은 중앙 지역을 자신의 것으로 만들었다. 임요환은 힘을 모아서 중앙을 빼앗으려고 했지만 다리를 건너면서 큰 피해를 입고 GG를 선언할 수 밖에 없었다. 1경기에서 전상욱이 최연성을 제압할 때와 비슷한 경기 양상이었다. 슈마는 이날 인투더다크니스의 중앙 지역에 집중하는 플레이로 SK텔레콤의 강력한 두 테란을 제압하는 성과를 올렸다.
- 6Set : 서지훈 (T, 11시) vs 박용욱 (P, 7시) - Tucson

2팩토리로 출발한 서지훈은 시즈탱크, 벌처 압박으로 박용욱을 흔들었다. 벌처의 난입까지 허용한 박용욱은 프로브 피해를 입으며 크게 흔들리는 모습이었다. 그러나 박용욱은 게이트웨이를 3개까지 늘린 뒤 옵저버와 셔틀-질럿을 생산해 서지훈의 앞마당 방어 라인을 무너뜨리며 피해를 만회했다. 이 압박으로 여유를 찾은 박용욱은 멀티를 늘린 뒤 벌처 견제를 잘 막아내고 캐리어를 조합하며 승리를 거두며, 서지훈에게 5연승에 성공한다.
- 7Set : 이재훈 (P, 7시) vs 박용욱 (P, 11시) - Luna_MBCgame

앞마당이 늦은 박용욱은 리버 2기를 미끼로 던지는 과감하고 영리한 공격을 성공시켰다. 그러나 이재훈은 이 공격을 힘겹게 막아내고 박용욱을 압박하면서 만만치 않은 모습을 보여줬다. 그러나 박용욱은 마지막 대규모 교전에서 더 좋은 진형을 구축하며 압승을 거두었다.